# James Hanson
James Hanson (15 de setembro de 1988) é um jogador de rugby union australiano, que joga na posição de forward.

## Carreira
James Hanson integrou o elenco da Seleção de Rugby Union da Austrália vice-campeão na Copa do Mundo de Rugby Union de 2015.